# جيري سميث (متسابق دراجات نارية)
جيري سميث (بالإنجليزية: Jerry Smith)‏ هو متسابق دراجات نارية أمريكي، ولد في 26 نوفمبر 1927.